# Bălgarin
Bălgarin (bulgariska: Българин) är ett distrikt i Bulgarien.   Det ligger i kommunen Obsjtina Charmanli och regionen Chaskovo, i den centrala delen av landet, 230 kilometer öster om huvudstaden Sofia.